# Schloss Perwang

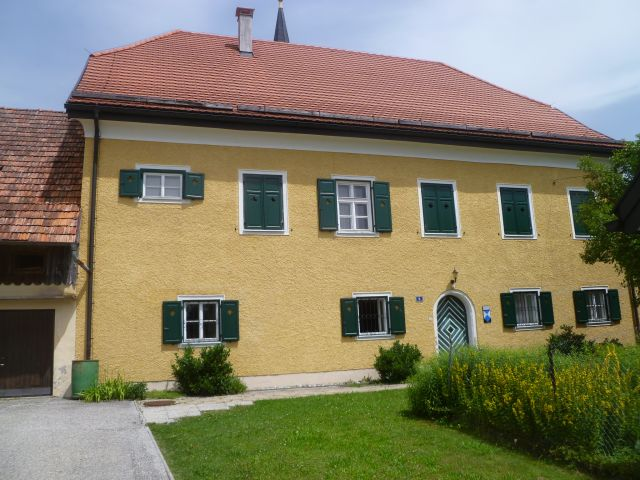
Schloss Perwang / Pfarrhof

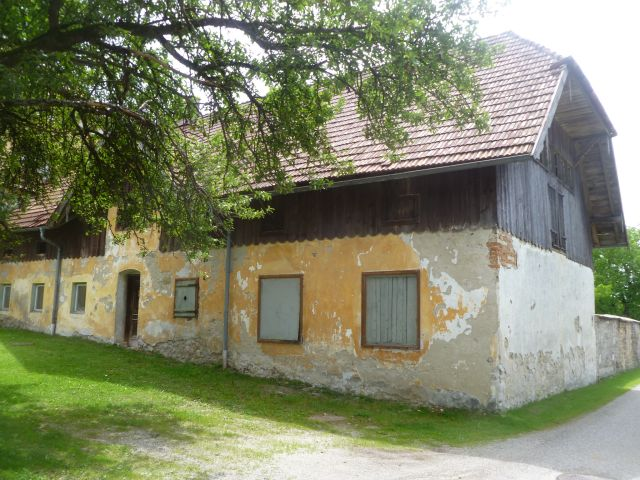
Wirtschaftsgebäude

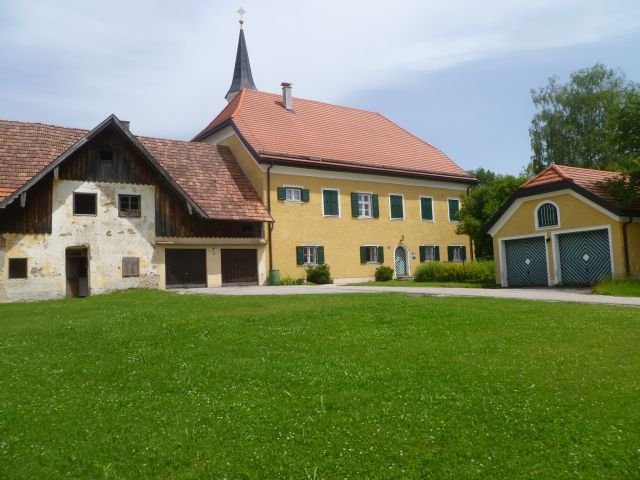
Gesamtanlage

Das Schloss Perwang befindet sich in der Gemeinde Perwang am Grabensee im Bezirk Braunau (Rudersbergerstraße 4). Es dient heute als Pfarrhof und steht unter Denkmalschutz.

## Geschichte
Perwang wurde zuerst zwischen 963 und 976 in einer Tauschurkunde des Salzburger Erzbischofs Friedrich I. und des Grafen Aribo erwähnt. Damals fiel Perwang an Salzburg und blieb 400 Jahre ein Meierhof des Hochstiftes Salzburg. 1341 und 1391 ist der Ansitz als Eigentum des Fridreich dem Noppinger urkundlich bezeugt. Dann werden die Brüder Seybot, Chunrad, Georg und Christian von Nopping genannt. Von den Noppingern kam Perwang am 11. Mai 1558 an Hanns Unterhofer, der am 20. Dezember 1595 verstarb. Der nächste Besitzer ist Sebastian Schettinger (Schütting, Schetting) zu Zell (verstorben 1660). Seine Witwe Maria verkaufte am 9. November 1661 den Besitz an das Kloster Michaelbeuern. Seitdem dient das Schlösschen als Pfarrhof.

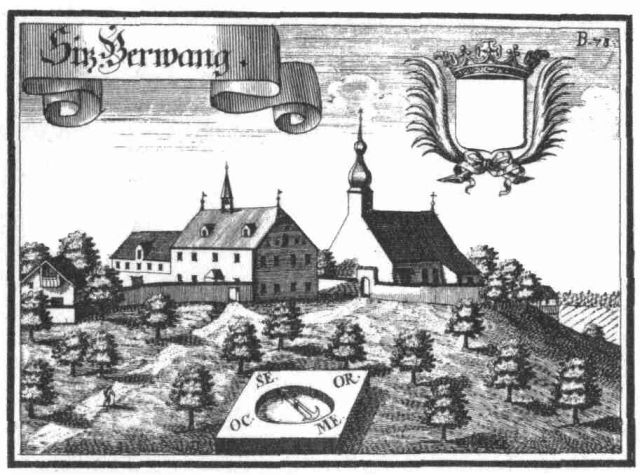
Schloss Perwang nach einem Kupferstich von Michael Wening von (1721)

Die Schlosskapelle ist von den Noppingern erbaut, diese war auch deren Grabstätte; die Noppinger ließen in Perwang auch eine Kirche erbauen.
Nach der Frieden von Teschen am 13. Mai 1779 reiste Kaiser Josef II. durch das neu erworbene Innviertel und übernachtete am 28. Oktober 1779 in dem Schlössel. Die Landesgrenze führte damals mitten durch den Pfarrhof. Es soll noch ein Stuhl vorhanden sein, auf dem Josef I. gesessen haben soll, ebenso ein Porträt des Kaisers und seiner Mutter Maria Theresia, gemalt von Franz Nikolaus Streicher aus Salzburg.
Das Schlösschen ist in einem ansprechenden Zustand, das daran anschließende Wirtschaftsgebäude wurde bereits abgerissen.